# CZECH-IN
CZECH-IN s.r.o. je společnost s ručením omezeným se sídlem v Praze v prostorách Kongresového centra Praha. Na českém trhu působí od roku 1993, původně pod názvem EUROSERVICE společnost s ručením omezeným, od roku 2002 pak pod názvem CZECH-IN. Od roku 2009 působí i v zahraničí, zejména v rámci Evropy. Od roku 2013 společnost vystupuje pod novou obchodní značkou C-IN. Majiteli a společníky firmy jsou Ing. Petr Marhoul, Ing. Tomáš Maxa, Peter de Merlier, Aleš Pejsar.

## Obchodní činnost
Společnost poskytuje své služby v oblasti cestovního ruchu, a to převážně se zaměřením na organizaci mezinárodních i národních kongresů, konferencí, seminářů a dalších podobných akcí. C-IN působí jako PCO (Professional Congress Organiser), tj. poskytuje komplexní organizační zajištění dané akce, a DMC (Destination Management Company), tj. poskytuje parciální služby v rámci dané destinace.

### Kongresy a konference
Ročně společnost C-IN pořádá nebo spolupořádá přibližně 20 až 30 akcí. V období roku 2011–2012 se společnost podílela na organizaci několika kongresů, které patřily mezi největší akce svého typu v České republice:
- Conference of the European Association of InternationalEducation (EAIE 2014) s více než 5 000 účastníky[8];
- The 30th Triennial Congress of the International Confederation of Midwives (ICM 2014) s více než 4 000 účastníky[9];
- XLVII ERA/EDTA Congress (ERA-EDTA, European Renal Association – European Dialysis and Transplan Association)[10] s 10 661 účastníky[11] a
- 21st Congress of the EADV (EADV, European Academy of Dermatology and Venerology)[12] s 8 337 účastníky.[13]

### Core PCO služby
Kromě PCO služeb, které mají zpravidla jednorázový charakter, poskytuje společnost C-IN také tzv. core PCO služby. Ty se od PCO služeb odlišují hlavně tím, že se jedná o dlouhodobou a úzkou spolupráci organizátora a asociace na hlavních akcích pořádaných touto asociací. Core PCO organizuje pro danou asociaci akce v různých destinacích, pravidelně a většinou po dobu několika let. V současné době poskytuje společnost C-IN core PCO služby následujícím institucím:
- International BFM Study Group,[16]
- European Society for Dermatological Research[17] a
- EES, European Evaluation Society.[18]

### Asociační management
Dále společnost nabízí služby AMC (Association Management Company), tj. spravuje veškerý chod určité asociace a její členskou základnu. AMC služby C-IN poskytuje následujícím mezinárodním asociacím:
- EES, European Evaluation Society[19] a
- EDTNA/ERCA, European Dialysis and Transplant Nurses Association/European Renal Care Association. Spolupráce s asociací EDTNA/ERCA probíhala od roku 2009 do roku 2013.[20][21][22][23][24]

### Korporátní akce
V neposlední řadě se společnost C-IN specializuje na realizaci unikátních společenských a korporátních akcí. Mezi ty patří módní benefiční přehlídka Nadace Terezy Maxové dětem, kterou společnost C-IN pořádala celkem již desetkrát, či kadeřnické show Revlon Professional Style Masters Show pro společnost Revlon.

### Konferenční centrum Ústavu molekulární genetiky AV ČR
V roce 2010 svěřil Ústav molekulární genetiky AV ČR správu svého nově otevřeného konferenčního centra společnosti C-IN.

## Členství
Společnost je členem těchto organizací:
- IAPCO (International Association of Professional Congress Organisers),[28]
- ICCA (International Congress and Convention Association),[29]
- PCB (Prague Convention Bureau).[30]